# Korołewo (stanowisko archeologiczne)
Korołewo – stanowisko archeologiczne, znajdujące się na terenie Ukrainy Zakarpackiej, w dorzeczu górnej Cisy, obok osiedla typu miejskiego Korołewo. 
Poziomy osadnicze na tym stanowisku odnoszą się do okresu środkowego paleolitu. Najstarsza warstwa kulturowa datowana jest na ok. 850 tys. lat temu i związana jest z obecnością narzędzi otoczakowych.